# Gerry Hitchens
Gerry Hitchens   (Staffordshire, 8 d'octubre de 1934 - Yr Hôb, 13 d'abril de 1983) fou un futbolista anglès de la dècada de 1960.
Fou 7 cops internacional amb la selecció de futbol d'Anglaterra amb la qual participà a la Copa del Món de Futbol de 1962. Destacà a la lliga anglesa a Cardiff City FC i Aston Villa FC, i posteriorment a Itàlia, als clubs FC Inter de Milà, Torino FC, Atalanta i Cagliari Calcio.